# کوه‌های گوبرلین
کوه‌های گوبرلین (روسی: Губерлинские горы)  یک رشته‌کوه در استان اورنبورگ کشور روسیه است.